# FC-PGA

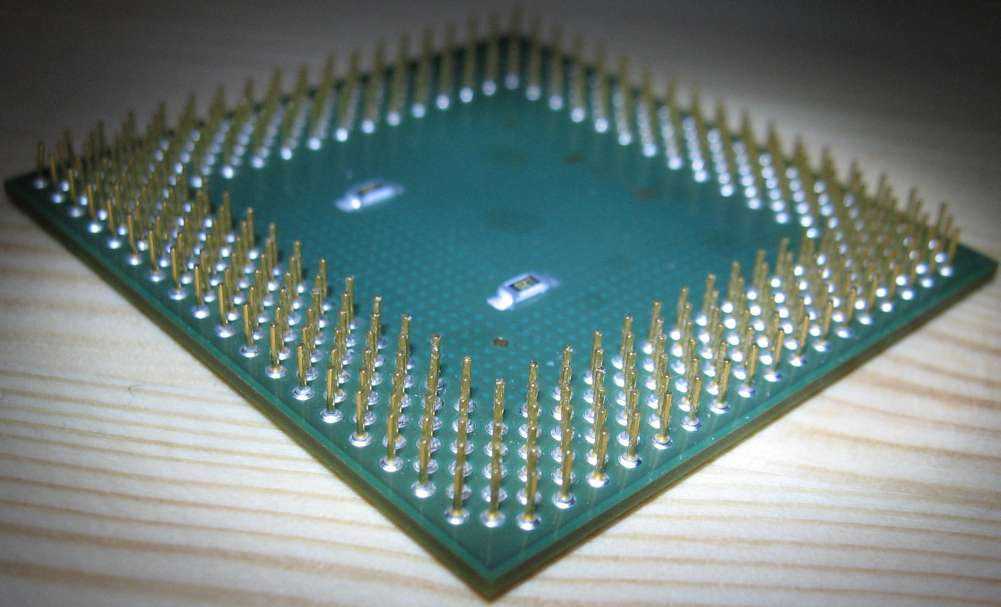
Obudowa FC-PGA widziana od spodu; chip znajduje się z drugiej strony.

FC-PGA (ang. Flip Chip Pin Grid Array) – wersja obudowy mikroprocesorów, w której chip jest umieszczony po przeciwnej stronie niż wyprowadzenia układu (piny), przeznaczona do montażu w podstawce Socket 370 stosowana w procesorach Pentium III oraz Celeron wyposażonych w rdzeń Coppermine. 
- Pentium III od 500 do 1133 MHz: 
  - 100 MHz FSB: 500, 550, 600, 650, 700, 750, 800, 850, 900, 1000, 1100 MHz (E-Models),
  - 133 MHz FSB: 533, 600, 667, 733, 800, 866, 933, 1000, 1133 MHz (EB-Models),

- Celeron od 533 do 1100 MHz: 
  - 66 MHz FSB: 533, 566, 600, 633, 666, 700, 733, 766 MHz,
  - 100 MHz FSB: 800, 850, 900, 1000, 1100 MHz.

Firma VIA wprowadziła na rynek także własne procesory w obudowach FC-PGA – VIA C3, (następcę Cyrix III) oparte na rdzeniu Samuel2 oraz Nehemiah.
- Samuel2 od 700 do 933 MHz:
  - 100 MHz FSB: 700, 750, 800, 900 MHz,
  - 133 MHz FSB: 733, 800, 933 MHz,

- Nehemiah od 1000 do 1200 MHz:
  - 133 MHz FSB: 1000, 1133, 1200 MHz.